# الله‌آباد، لیاقت‌پور
الله‌آباد (به انگلیسی: Allah Abad) یک شهر در پاکستان است که در پنجاب واقع شده‌است. الله‌آباد ۹ کیلومتر مربع مساحت و ۳۷٬۵۰۰ نفر جمعیت دارد.